# Leonor Michaelis
Leonor Michaelis (ur. 16 stycznia 1875 w Berlinie, zm. 8 października 1949 w Nowym Jorku) – niemiecko-amerykański lekarz i biochemik, profesor Uniwersytetu Fryderyka Wilhelma w Berlinie, Uniwersytetu w Nagoi, wykładowca Johns Hopkins University i Rockefeller Institute of Medical Research. Pamiętany jest m.in. za prace nad kinetyką enzymatyczną (stała Michaelisa, równanie Michaelisa-Menten).

## Życiorys
Syn berlińskiego kupca Moritza Michaelisa (1845–1908) i Huldy z domu Rosenbaum. Studiował medycynę na Uniwersytecie we Fryburgu Bryzgowijskim i na Uniwersytecie Fryderyka Wilhelma w Berlinie. Jego nauczycielami byli Wilhelm Waldeyer, Oscar Hertwig, Emil du Bois-Reymond, Emil Fischer. 1897 roku otrzymał tytuł doktora medycyny. Był asystentem Paula Ehrlicha (od 1898 do 1899), Moritza Littena (od 1899 do 1902) i Ernsta Victora von Leydena (od 1902 do 1906). Następnie kierował laboratorium bakteriologicznym kliniki "Am Urban" w Berlinie, a w 1908 został profesorem nadzwyczajnym. W 1903 roku został Privatdozentem. W 1922 opuścił Niemcy i przyjął zaproponowaną mu przez Uniwersytet w Nagoya katedrę. Od 1926 wykładowca na Johns Hopkins University w Baltimore, a po 1929 w Rockefeller Institute w Nowym Jorku.
Żonaty z Hedwig Philippsthal (zm. 1964), mieli dwie córki, Ilse i Evę.

## Dorobek naukowy
W 1913 roku wspólnie z Maud Menten wyprowadził równanie znane współcześnie jako równanie Michaelisa-Menten. Do innych jego osiągnięć należą odkrycie tzw. ciałek Michaelisa-Gutmanna, patognomonicznych dla malakoplakii, wprowadzenie zieleni Janusa do przyżyciowego barwienia mitochondriów, i odkrycie, że kwas tioglikolowy rozpuszcza kreatynę.

## Prace
- Compendium d. Entwicklungsgesch. d. Menschen mit Berücksichtigung d. Wirbeltiere, 1898
- Einführung in die Farbstoffchemie. Berlin 1902.
- Dynamik der Oberflächen. Dresden 1909.
- Einführung in die Mathematik für Biologen und Chemiker. Berlin 1912
- Michaelis L, Menten M. Die Kinetik der Invertinwirkung. Biochemische Zeitschrift 49, ss. 333-369, 1914
- Die Wasserstoffionenkonzentration. Berlin 1914
- Praktikum der physikalischen Chemie. Berlin 1921
- Die theoretische Grundlage für die Bedeutung der Wasserstoffkonzentration des Blutes. W: Handbuch der normalen und pathologischen Physiologie. Band 6. Berlin 1928